# 1,3-丙二硫醇
1,3-丙二硫醇，又名1,3-二巰基丙烷，化學式{\displaystyle {\ce {C3H8S2}}}，是一種有機化合物，硫醇的一種。常溫下是無色的液體，有一種令人不愉快的氣味。微溶於水。於有機合成中是有用的試劑，可以保護醛和酮。

## 反應

### 有機反應
1,3-丙二硫醇可以與醛、酮反應，可逆地生成1,3-二噻烷，因此它可以保護醛酮。上保護基時，醛酮在酸催化劑（如三氟化硼）存在下與1,3-丙二硫醇作用即可，通常使用路易斯酸而不是質子酸。去除保護基時，除了可以用二價汞離子，也可以在鹼性條件下使用碘將保護基脫除。如果使用雷尼鎳，則會還原成亞甲基。
1,3-丙二硫醇能夠參與科里－澤巴赫反應，將醛轉換成酮。首先醛與1,3-丙二硫醇反應生成1,3-二噻烷。由於硫可以穩定負離子，1,3-二噻烷擁有一定的酸性。之後它與正丁基鋰作用，產生一個親核的碳，再與親電試劑（如鹵代烷、環氧化合物、酮、酰鹵等）反應生成2-烷基-1,3-二噻烷。此物可透過氧化汞等試劑水解，得到酮。
這反應體現出極性轉換。

### 無機反應
1,3-丙二硫醇可以跟金屬離子反應，產生螯合環。例如，它可跟十二羰基三鐵反應生成六羰基丙二硫醇二鐵，反應式如下：
{\displaystyle {\ce {Fe3(CO)12 + C3H6(SH)2 -> Fe2(S2C3H6)(CO)6 + H2 + Fe(CO)5 + CO}}}